# سوبر ماريو برذرز: ذا لوست ليفلز
سوبر ماريو برذرز: ذا لوست ليفلز ، (بالإنجليزية:Super Mario Bros.: The Lost Levels) (باليابانية:スーパーマリオブラザーズ2) ، هي لعبة إلكترونية من شركة نينتندو سنة 1986م، تعمل بنظام فايكوم ، صدرت في اليابان بتاريخ 3 يونيو 1986م .

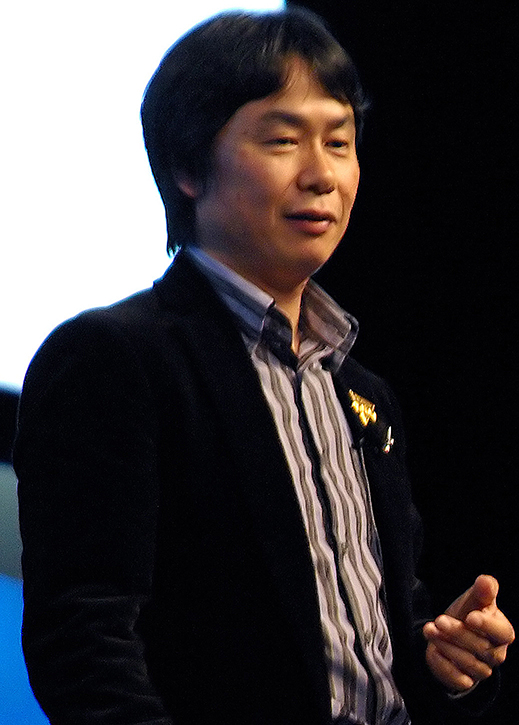
شيجيرو مياموتو هو الذي أنتج اللعبة.

## وصلات خارجية
- سوبر ماريو برذرز: ذا لوست ليفلز على موقع IMDb (الإنجليزية)

- Super Mario Bros.: The Lost Levels at Virtual Console Reviews
- Super Mario Bros: The Lost Levels at the Mario Wiki
- Super Mario Bros.: The Lost Levels at NinDB